# ブラジル連邦共和国大統領
ブラジル連邦共和国大統領（ブラジルれんぽうきょうわこくだいとうりょう、ポルトガル語: Presidência da República Federativa do Brasil）は、ブラジル連邦共和国の元首で政府の長たる大統領。

## 概説
元首として国家を代表するだけではなく行政府の長であり閣僚の任免権、ブラジル軍の指揮権を有する。任期は4年で再選が認められているのは1回のみである。大統領が欠員となった場合には副大統領が残りの任期を代行し、副大統領がその職務を遂行出来ない場合には連邦下院議長、連邦上院議長、連邦最高裁判所長という順序で継承される。
大統領綬にはブラジル国旗の緑色の地に菱形部分の黄色があしらわれている。

## 選出方法
国民の直接選挙によって選出される。何れかの候補者が第1回投票で有効票数の50％以上を獲得しない場合は決選投票が実施される（二回投票制）。

## 大統領の一覧
| \| 代 \| 大統領 \| 大統領 \| 所属政党 \| 期 \| 在任期間 \| 在任期間 \| 備考 \| 副大統領 \| 副大統領 \| \| ------------------------ \| ------------------------------------------------------------------------------------ \| ----------------------------------- \| ------------------------------ \| ------------------------------ \| --------------------------------- \| ----------------- \| ----------------------------------------- \| ----------------------------------------- \| -------------------------------------------------------------------- \| \| 0— \| デオドロ・ダ・フォンセカ Deodoro da Fonseca \| \| 無所属 （軍人） \| — \| 1889年11月15日 - 1891年2月26日 \| 1年 + 103日 \| \| \| （不在） \| \| 01 \| デオドロ・ダ・フォンセカ Deodoro da Fonseca \| 1 \| 無所属 （軍人） \| 1891年2月26日 - 1891年11月23日 \| 270日 \| 任期満了前に辞任 \| \| フロリアーノ・ペイショト Floriano Peixoto \| \| \| 02 \| フロリアーノ・ペイショト Floriano Peixoto \| 1 \| \| 無所属 （軍人） \| 1891年11月23日 - 1894年11月14日 \| 2年 + 356日 \| 昇格 （副大統領） \| \| （不在） \| \| 03 \| プルデンテ・デ・モラエス Prudente de Moraes \| \| 連邦共和党 \| 2 \| 1894年11月15日 - 1898年11月14日 \| 3年 + 364日 \| \| \| マヌエル・ヴィトリーノ Manuel Vitorino \| \| 04 \| カンポス・サーレス Campos Sales \| \| サンパウロ州 共和党 \| 3 \| 1898年11月15日 - 1902年11月14日 \| 3年 + 364日 \| \| \| ホーザ・エ・シルヴァ Rosa e Silva \| \| 05 \| ロドリゲス・アルヴェス Rodrigues Alves \| \| サンパウロ州 共和党 \| 4 \| 1902年11月15日 - 1906年11月14日 \| 3年 + 364日 \| \| \| シルヴィアーノ・ブランダーオ Silviano Brandão \| \| 05 \| ロドリゲス・アルヴェス Rodrigues Alves \| アフォンソ・ペナ Afonso Pena \| サンパウロ州 共和党 \| 4 \| 1902年11月15日 - 1906年11月14日 \| 3年 + 364日 \| \| \| \| \| 06 \| アフォンソ・ペナ Afonso Pena \| \| ミナスジェライス州 共和党 \| 5 \| 1906年11月15日 - 1909年6月14日 \| 2年 + 211日 \| 在任中に死去 \| \| ニロ・ペサニャ Nilo Peçanha \| \| 07 \| ニロ・ペサーニャ Nilo Peçanha \| \| リオデジャネイロ州 共和党 \| 5 \| 1909年6月14日 - 1910年11月14日 \| 1年 + 153日 \| 昇格 （副大統領） \| \| （不在） \| \| 08 \| エルメス・ダ・フォンセカ Hermes da Fonseca \| \| 保守共和党 \| 6 \| 1910年11月15日 - 1914年11月14日 \| 3年 + 364日 \| \| \| ヴェンセズラウ・ブラス Venceslau Brás \| \| 09 \| ヴェンセズラウ・ブラス Venceslau Brás \| \| ミナスジェライス州 共和党 \| 7 \| 1914年11月15日 - 1918年11月14日 \| 3年 + 364日 \| \| \| ウルバノ・サントス Urbano Santos \| \| 0— \| ロドリゲス・アルヴェス Rodrigues Alves \| \| サンパウロ州 共和党 \| 8 \| 1918年11月15日 - 1919年1月16日 \| 62日 \| 執務不能 [注 1] \| \| デルフィム・モレイラ Delfim Moreira \| \| 0— \| デルフィン・モレイラ Delfim Moreira \| \| ミナスジェライス州 共和党 \| 8 \| 1918年11月15日 - 1919年1月16日 \| 62日 \| 大統領代行 （副大統領） [注 2] \| \| （デルフィム・モレイラ） Delfim Moreira \| \| 10 \| デルフィン・モレイラ Delfim Moreira \| 9 \| ミナスジェライス州 共和党 \| 1919年1月16日 - 1919年7月28日 \| 193日 \| \| \| （不在） \| \| \| 11 \| エピタシオ・ペソア Epitácio Pessoa \| \| ミナスジェライス州 共和党 \| 10 \| 1919年7月28日 - 1922年11月14日 \| 3年 + 109日 \| \| \| デルフィン・モレイラ Delfim Moreira \| \| 11 \| エピタシオ・ペソア Epitácio Pessoa \| ブエノ・デ・パイヴァ Bueno de Paiva \| ミナスジェライス州 共和党 \| 10 \| 1919年7月28日 - 1922年11月14日 \| 3年 + 109日 \| \| \| \| \| 12 \| アルトゥール・ベルナルデス Artur Bernardes \| \| ミナスジェライス州 共和党 \| 11 \| 1922年11月15日 - 1926年11月14日 \| 3年 + 364日 \| \| \| エスタシオ・コインブラ Estacio Coimbra \| \| 13 \| ワシントン・ルイス Washington Luís \| \| サンパウロ州 共和党 \| 12 \| 1926年11月15日 - 1930年10月24日 \| 3年 + 343日 \| 任期満了前に辞任 \| \| メロ・ヴィアナ Melo Viana \| \| 0— \| ジュリオ・プレステス Júlio Prestes \| \| サンパウロ州 共和党 \| 13 \| \| \| 就任できず \| \| ヴィタル・ソアレス Vital Soares \| \| 0— \| 軍事政権 \| \| \| — \| 1930年10月24日 - 1930年11月3日 \| 10日 \| \| \| （不在） \| \| 0— \| ジェトゥリオ・ ドルネレス・ヴァルガス Getúlio Dorneles Vargas \| \| 自由同盟 \| — \| 1930年11月3日 - 1934年7月20日 \| 3年 + 259日 \| \| \| （不在） \| \| 14 \| ジェトゥリオ・ ドルネレス・ヴァルガス Getúlio Dorneles Vargas \| 14 \| 自由同盟 \| 1934年7月20日 - 1937年11月9日 \| 3年 + 112日 \| 憲法破棄 [注 3] \| \| \| \| \| ブラジル合衆国大統領 \| \| \| \| \| \| \| \| \| \| \| 代 \| 大統領 \| 大統領 \| 所属政党 \| 期 \| 在任期間 \| 在任期間 \| 備考 \| 副大統領 \| 副大統領 \| \| 14 \| ジェトゥリオ・ ドルネレス・ヴァルガス Getúlio Dorneles Vargas \| \| 無所属 [注 4] \| 1 \| 1937年11月10日 - 1945年10月29日 \| 7年 + 353日 \| 任期満了前に辞任 [注 5] \| \| （不在） \| \| 15 \| ホセ・リニャレス José Linhares \| \| 無所属 \| 2 \| 1945年10月29日 - 1946年1月31日 \| 94日 \| 連邦最高裁判所長官 \| \| （不在） \| \| 16 \| エウリコ・ガスパル・ドゥトラ Eurico Gaspar Dutra \| \| 社会民主党 （PSD） \| 3 \| 1946年1月31日 - 1951年1月31日 \| 5年 + 0日 \| \| \| ネレウ・ラモス Nereu Ramos \| \| 17 \| ジェトゥリオ・ ドルネレス・ヴァルガス Getúlio Dorneles Vargas \| \| ブラジル労働党 （PTB） \| 4 \| 1951年1月31日 - 1954年8月24日 \| 3年 + 205日 \| 在任中に死亡 [注 6] \| \| カフェ・フィーリョ Café Filho \| \| 18 \| カフェ・フィーリョ Café Filho \| \| 進歩社会党 （PSP） \| 4 \| 1954年8月24日 - 1955年11月9日 \| 1年 + 77日 \| 昇格 （副大統領） 任期満了前に解任 \| \| （不在） \| \| 19 \| カルロス・ルズ Carlos Luz \| \| 社会民主党 （PSD） \| 4 \| 1955年11月9日 - 1955年11月11日 \| 2日 \| 昇格 （下院議長） 任期満了前に解任 \| \| （不在） \| \| 20 \| ネレウ・ラモス Nereu Ramos \| \| 社会民主党 （PSD） \| 4 \| 1955年11月11日 - 1956年1月30日 \| 80日 \| 昇格 （上院議長代行） \| \| （不在） \| \| 21 \| ジュセリーノ・クビチェック Juscelino Kubitschek \| \| 社会民主党 （PSD） \| 5 \| 1956年1月31日 - 1961年1月30日 \| 4年 + 365日 \| \| \| ジョアン・グラール João Goulart \| \| 22 \| ジャニオ・クアドロス Jânio Quadros \| \| 国家労働党 （PTN） \| 6 \| 1961年1月31日 - 1961年8月25日 \| 206日 \| 任期満了前に辞任 \| \| ジョアン・グラール João Goulart \| \| 23 \| パスコアル・ラニエリ・マジーリ Pascoal Ranieri Mazzilli \| \| 社会民主党 （PSD） \| 6 \| 1961年8月25日 - 1961年9月7日 \| 13日 \| 昇格 （下院議長） [注 7] \| \| （不在） \| \| 24 \| ジョアン・グラール João Goulart \| \| ブラジル労働党 （PTB） \| 6 \| 1961年9月7日 - 1964年4月1日 \| 2年 + 207日 \| 昇格 （副大統領） 任期満了前に辞任 [注 8] \| \| （不在） \| \| 25 \| パスコアル・ラニエリ・マジーリ Pascoal Ranieri Mazzilli \| \| 社会民主党 （PSD） \| 6 \| 1964年4月1日 - 1964年4月15日 \| 14日 \| 昇格 （下院議長） \| \| （不在） \| \| 26 \| ウンベルト・デ・アレンカール ・カステロ・ブランコ Humberto de Alencar Castelo Branco \| \| 国家革新連盟 （ARENA） \| 7 \| 1964年4月15日 - 1967年3月15日 \| 2年 + 334日 \| 任期満了前に辞任 \| \| ジョゼ・マリア・アルキン José Maria Alkmin \| \| ブラジル連邦共和国大統領 \| \| \| \| \| \| \| \| \| \| \| 代 \| 大統領 \| 大統領 \| 所属政党 \| 期 \| 在任期間 \| 在任期間 \| 備考 \| 副大統領 \| 副大統領 \| \| 27 \| アルトゥール・ ダ・コスタ・エ・シルヴァ Arthur da Costa e Silva \| \| 国家革新連盟 （ARENA） \| 1 \| 1967年3月15日 - 1969年10月14日 \| 2年 + 213日 \| 任期満了前に解任 \| \| ペドロ・アレイショ Pedro Aleixo \| \| 0— \| ペドロ・アレイショ Pedro Aleixo \| \| 国家革新連盟 （ARENA） \| 1 \| — \| — \| 副大統領解任 \| \| （ペドロ・アレイショ） Pedro Aleixo \| \| 0— \| 軍事政権 \| \| \| 1 \| 1969年8月31日 - 1969年10月30日 \| 60日 \| \| \| （不在） \| \| 28 \| エミリオ・ガラスタズ・メディシ Emilio Garrastazu Médici \| \| 国家革新連盟 （ARENA） \| 2 \| 1969年10月30日 - 1974年3月14日 \| 4年 + 135日 \| \| \| アウグスト・ グリューネヴァルト Augusto Hamann Rademaker Grünewald \| \| 29 \| エルネスト・ガイゼル Ernesto Geisel \| \| 国家革新連盟 （ARENA） \| 3 \| 1974年3月15日 - 1979年3月14日 \| 4年 + 364日 \| \| \| アダルベルト・ペレイラ ・ドス・サントス Adalberto Pereira dos Santos \| \| 30 \| ジョアン・フィゲイレド João Baptista de Oliveira Figueiredo \| \| 民主社会党 （PDS） \| 4 \| 1979年3月15日 - 1985年3月14日 \| 5年 + 364日 \| \| \| アウレリアーノ・チャベス Aureliano Chaves \| \| 0- \| タンクレード・ネーヴェス Tancredo Neves \| \| ブラジル 民主運動党 （PMDB） \| 5 \| 1985年3月15日 - 1985年4月21日 \| 37日 \| 執務不能 \| \| ジョゼ・サルネイ José Sarney \| \| 0— \| ジョゼ・サルネイ José Sarney \| \| ブラジル 民主運動党 （PMDB） \| 5 \| 1985年3月15日 - 1985年4月21日 \| 37日 \| 大統領代行 （副大統領） \| \| （ジョゼ・サルネイ） José Sarney \| \| 31 \| ジョゼ・サルネイ José Sarney \| 1985年4月21日 - 1990年3月15日 \| ブラジル 民主運動党 （PMDB） \| 5 \| 4年 + 328日 \| 昇格 （副大統領） \| \| （不在） \| \| \| 32 \| フェルナンド・コロール・ デ・メロ Fernando Collor de Mello \| \| 国家再建党 （PRN） \| 6 \| 1990年3月15日 - 1992年10月2日 \| 2年 + 201日 \| \| \| イタマル・フランコ[注 9] Itamar Franco \| \| 32 \| フェルナンド・コロール・ デ・メロ Fernando Collor de Mello \| 職務停止 [注 10] \| 国家再建党 （PRN） \| 6 \| 1990年3月15日 - 1992年10月2日 \| 2年 + 201日 \| \| イタマル・フランコ Itamar Franco \| \| \| 0— \| イタマル・フランコ Itamar Franco \| \| ブラジル 民主運動党 （PMDB） \| 6 \| 1992年10月2日 - 1992年12月29日 \| 88日 \| 大統領代行 （副大統領） \| \| （イタマル・フランコ） Itamar Franco \| \| 33 \| イタマル・フランコ Itamar Franco \| 1992年12月29日 - 1994年12月31日 \| ブラジル 民主運動党 （PMDB） \| 6 \| 2年 + 2日 \| \| \| （不在） \| \| \| 34 \| フェルナンド・エンリケ・ カルドーゾ Fernando Henrique Cardoso \| \| ブラジル 社会民主党 （PSDB） \| 7 \| 1995年1月1日 - 1999年12月31日 \| 7年 + 364日 \| \| \| マルコ・マシエル Marco Maciel \| \| 34 \| フェルナンド・エンリケ・ カルドーゾ Fernando Henrique Cardoso \| 8 \| ブラジル 社会民主党 （PSDB） \| 2000年1月1日 - 2002年12月31日 \| \| 7年 + 364日 \| \| \| マルコ・マシエル Marco Maciel \| \| 35 \| ルイス・イナシオ・ルーラ・ ダ・シルヴァ Luíz Inácio Lula Da Silva \| \| 労働者党 （PT） \| 9 \| 2003年1月1日 - 2007年12月31日 \| 7年 + 364日 \| \| \| ジョゼ・アレンカール José Alencar \| \| 35 \| ルイス・イナシオ・ルーラ・ ダ・シルヴァ Luíz Inácio Lula Da Silva \| 10 \| 労働者党 （PT） \| 2008年1月1日 - 2010年12月31日 \| \| 7年 + 364日 \| \| \| ジョゼ・アレンカール José Alencar \| \| 36 \| ジルマ・ルセフ Dilma Vana Rousseff \| \| 労働者党 （PT） \| 11 \| 2011年1月1日 - 2015年12月31日 \| 5年 + 132日 \| \| \| ミシェル・テメル Michel Temer \| \| 36 \| ジルマ・ルセフ Dilma Vana Rousseff \| 12 \| 労働者党 （PT） \| 2016年1月1日 - 2016年5月12日 \| 職務停止 任期満了前に罷免 [注 11] \| 5年 + 132日 \| \| \| ミシェル・テメル Michel Temer \| \| 0— \| ミシェル・テメル Michel Miguel Elias Temer Lulia \| 12 \| \| ブラジル 民主運動党 （PMDB） \| 2016年5月12日 - 2016年8月31日 \| 111日 \| 大統領代行 （副大統領） \| \| （ミシェル・テメル） Michel Temer \| \| 37 \| ミシェル・テメル Michel Miguel Elias Temer Lulia \| 12 \| 2016年8月31日 - 2018年12月31日 \| ブラジル 民主運動党 （PMDB） \| 2年 + 122日 \| 昇格 （副大統領） \| \| （不在） \| \| \| 38 \| ジャイール・ボルソナーロ Jair Messias Bolsonaro \| \| 社会自由党 （PSL） \| 13 \| 2019年1月1日 - 2022年12月31日 \| 3年 + 364日 \| \| \| アミルトン・モウラン Antônio Hamilton Martins Mourão \| \| 39 \| ルイス・イナシオ・ルーラ・ ダ・シルヴァ Luíz Inácio Lula Da Silva \| \| 労働者党 （PT） \| 14 \| 2023年1月1日 - （現在） \| 2年 + 231日 \| \| \| ジェラルド・アルキミン Geraldo José Rodrigues Alckmin Filho \| |                                                                                      |                                     |                                |                                |                                 |                   |                                    |                                           |                                                                      |
| 代 | 大統領                                                                               | 大統領                              | 所属政党                       | 期                             | 在任期間                        | 在任期間          | 備考                               | 副大統領                                  | 副大統領                                                             |
| 0— | デオドロ・ダ・フォンセカ Deodoro da Fonseca                                          |                                     | 無所属 （軍人）                | —                              | 1889年11月15日 - 1891年2月26日  | 1年 + 103日       |                                    |                                           | （不在）                                                             |
| 01 | デオドロ・ダ・フォンセカ Deodoro da Fonseca                                          | 1                                   | 無所属 （軍人）                | 1891年2月26日 - 1891年11月23日 | 270日                           | 任期満了前に辞任  |                                    | フロリアーノ・ペイショト Floriano Peixoto |                                                                      |
| 02 | フロリアーノ・ペイショト Floriano Peixoto                                            | 1                                   |                                | 無所属 （軍人）                | 1891年11月23日 - 1894年11月14日 | 2年 + 356日       | 昇格 （副大統領）                  |                                           | （不在）                                                             |
| 03 | プルデンテ・デ・モラエス Prudente de Moraes                                          |                                     | 連邦共和党                     | 2                              | 1894年11月15日 - 1898年11月14日 | 3年 + 364日       |                                    |                                           | マヌエル・ヴィトリーノ Manuel Vitorino                               |
| 04 | カンポス・サーレス Campos Sales                                                      |                                     | サンパウロ州 共和党            | 3                              | 1898年11月15日 - 1902年11月14日 | 3年 + 364日       |                                    |                                           | ホーザ・エ・シルヴァ Rosa e Silva                                    |
| 05 | ロドリゲス・アルヴェス Rodrigues Alves                                               |                                     | サンパウロ州 共和党            | 4                              | 1902年11月15日 - 1906年11月14日 | 3年 + 364日       |                                    |                                           | シルヴィアーノ・ブランダーオ Silviano Brandão                        |
| 05 | ロドリゲス・アルヴェス Rodrigues Alves                                               | アフォンソ・ペナ Afonso Pena        | サンパウロ州 共和党            | 4                              | 1902年11月15日 - 1906年11月14日 | 3年 + 364日       |                                    |                                           |                                                                      |
| 06 | アフォンソ・ペナ Afonso Pena                                                         |                                     | ミナスジェライス州 共和党      | 5                              | 1906年11月15日 - 1909年6月14日  | 2年 + 211日       | 在任中に死去                       |                                           | ニロ・ペサニャ Nilo Peçanha                                          |
| 07 | ニロ・ペサーニャ Nilo Peçanha                                                        |                                     | リオデジャネイロ州 共和党      | 5                              | 1909年6月14日 - 1910年11月14日  | 1年 + 153日       | 昇格 （副大統領）                  |                                           | （不在）                                                             |
| 08 | エルメス・ダ・フォンセカ Hermes da Fonseca                                           |                                     | 保守共和党                     | 6                              | 1910年11月15日 - 1914年11月14日 | 3年 + 364日       |                                    |                                           | ヴェンセズラウ・ブラス Venceslau Brás                                |
| 09 | ヴェンセズラウ・ブラス Venceslau Brás                                                |                                     | ミナスジェライス州 共和党      | 7                              | 1914年11月15日 - 1918年11月14日 | 3年 + 364日       |                                    |                                           | ウルバノ・サントス Urbano Santos                                     |
| 0— | ロドリゲス・アルヴェス Rodrigues Alves                                               |                                     | サンパウロ州 共和党            | 8                              | 1918年11月15日 - 1919年1月16日  | 62日              | 執務不能                           |                                           | デルフィム・モレイラ Delfim Moreira                                  |
| 0— | デルフィン・モレイラ Delfim Moreira                                                  |                                     | ミナスジェライス州 共和党      | 8                              | 1918年11月15日 - 1919年1月16日  | 62日              | 大統領代行 （副大統領）            |                                           | （デルフィム・モレイラ） Delfim Moreira                              |
| 10 | デルフィン・モレイラ Delfim Moreira                                                  | 9                                   | ミナスジェライス州 共和党      | 1919年1月16日 - 1919年7月28日  | 193日                           |                   |                                    | （不在）                                  |                                                                      |
| 11 | エピタシオ・ペソア Epitácio Pessoa                                                   |                                     | ミナスジェライス州 共和党      | 10                             | 1919年7月28日 - 1922年11月14日  | 3年 + 109日       |                                    |                                           | デルフィン・モレイラ Delfim Moreira                                  |
| 11 | エピタシオ・ペソア Epitácio Pessoa                                                   | ブエノ・デ・パイヴァ Bueno de Paiva | ミナスジェライス州 共和党      | 10                             | 1919年7月28日 - 1922年11月14日  | 3年 + 109日       |                                    |                                           |                                                                      |
| 12 | アルトゥール・ベルナルデス Artur Bernardes                                           |                                     | ミナスジェライス州 共和党      | 11                             | 1922年11月15日 - 1926年11月14日 | 3年 + 364日       |                                    |                                           | エスタシオ・コインブラ Estacio Coimbra                               |
| 13 | ワシントン・ルイス Washington Luís                                                   |                                     | サンパウロ州 共和党            | 12                             | 1926年11月15日 - 1930年10月24日 | 3年 + 343日       | 任期満了前に辞任                   |                                           | メロ・ヴィアナ Melo Viana                                            |
| 0— | ジュリオ・プレステス Júlio Prestes                                                   |                                     | サンパウロ州 共和党            | 13                             |                                 |                   | 就任できず                         |                                           | ヴィタル・ソアレス Vital Soares                                      |
| 0— | 軍事政権                                                                             |                                     |                                | —                              | 1930年10月24日 - 1930年11月3日  | 10日              |                                    |                                           | （不在）                                                             |
| 0— | ジェトゥリオ・ ドルネレス・ヴァルガス Getúlio Dorneles Vargas                        |                                     | 自由同盟                       | —                              | 1930年11月3日 - 1934年7月20日   | 3年 + 259日       |                                    |                                           | （不在）                                                             |
| 14 | ジェトゥリオ・ ドルネレス・ヴァルガス Getúlio Dorneles Vargas                        | 14                                  | 自由同盟                       | 1934年7月20日 - 1937年11月9日  | 3年 + 112日                     | 憲法破棄          |                                    |                                           |                                                                      |
| ブラジル合衆国大統領 |                                                                                      |                                     |                                |                                |                                 |                   |                                    |                                           |                                                                      |
| 代 | 大統領                                                                               | 大統領                              | 所属政党                       | 期                             | 在任期間                        | 在任期間          | 備考                               | 副大統領                                  | 副大統領                                                             |
| 14 | ジェトゥリオ・ ドルネレス・ヴァルガス Getúlio Dorneles Vargas                        |                                     | 無所属                         | 1                              | 1937年11月10日 - 1945年10月29日 | 7年 + 353日       | 任期満了前に辞任                   |                                           | （不在）                                                             |
| 15 | ホセ・リニャレス José Linhares                                                       |                                     | 無所属                         | 2                              | 1945年10月29日 - 1946年1月31日  | 94日              | 連邦最高裁判所長官                 |                                           | （不在）                                                             |
| 16 | エウリコ・ガスパル・ドゥトラ Eurico Gaspar Dutra                                     |                                     | 社会民主党 （PSD）             | 3                              | 1946年1月31日 - 1951年1月31日   | 5年 + 0日         |                                    |                                           | ネレウ・ラモス Nereu Ramos                                           |
| 17 | ジェトゥリオ・ ドルネレス・ヴァルガス Getúlio Dorneles Vargas                        |                                     | ブラジル労働党 （PTB）         | 4                              | 1951年1月31日 - 1954年8月24日   | 3年 + 205日       | 在任中に死亡                       |                                           | カフェ・フィーリョ Café Filho                                        |
| 18 | カフェ・フィーリョ Café Filho                                                        |                                     | 進歩社会党 （PSP）             | 4                              | 1954年8月24日 - 1955年11月9日   | 1年 + 77日        | 昇格 （副大統領） 任期満了前に解任 |                                           | （不在）                                                             |
| 19 | カルロス・ルズ Carlos Luz                                                            |                                     | 社会民主党 （PSD）             | 4                              | 1955年11月9日 - 1955年11月11日  | 2日               | 昇格 （下院議長） 任期満了前に解任 |                                           | （不在）                                                             |
| 20 | ネレウ・ラモス Nereu Ramos                                                           |                                     | 社会民主党 （PSD）             | 4                              | 1955年11月11日 - 1956年1月30日  | 80日              | 昇格 （上院議長代行）              |                                           | （不在）                                                             |
| 21 | ジュセリーノ・クビチェック Juscelino Kubitschek                                      |                                     | 社会民主党 （PSD）             | 5                              | 1956年1月31日 - 1961年1月30日   | 4年 + 365日       |                                    |                                           | ジョアン・グラール João Goulart                                      |
| 22 | ジャニオ・クアドロス Jânio Quadros                                                   |                                     | 国家労働党 （PTN）             | 6                              | 1961年1月31日 - 1961年8月25日   | 206日             | 任期満了前に辞任                   |                                           | ジョアン・グラール João Goulart                                      |
| 23 | パスコアル・ラニエリ・マジーリ Pascoal Ranieri Mazzilli                              |                                     | 社会民主党 （PSD）             | 6                              | 1961年8月25日 - 1961年9月7日    | 13日              | 昇格 （下院議長）                  |                                           | （不在）                                                             |
| 24 | ジョアン・グラール João Goulart                                                      |                                     | ブラジル労働党 （PTB）         | 6                              | 1961年9月7日 - 1964年4月1日     | 2年 + 207日       | 昇格 （副大統領） 任期満了前に辞任 |                                           | （不在）                                                             |
| 25 | パスコアル・ラニエリ・マジーリ Pascoal Ranieri Mazzilli                              |                                     | 社会民主党 （PSD）             | 6                              | 1964年4月1日 - 1964年4月15日    | 14日              | 昇格 （下院議長）                  |                                           | （不在）                                                             |
| 26 | ウンベルト・デ・アレンカール ・カステロ・ブランコ Humberto de Alencar Castelo Branco |                                     | 国家革新連盟 （ARENA）         | 7                              | 1964年4月15日 - 1967年3月15日   | 2年 + 334日       | 任期満了前に辞任                   |                                           | ジョゼ・マリア・アルキン José Maria Alkmin                           |
| ブラジル連邦共和国大統領 |                                                                                      |                                     |                                |                                |                                 |                   |                                    |                                           |                                                                      |
| 代 | 大統領                                                                               | 大統領                              | 所属政党                       | 期                             | 在任期間                        | 在任期間          | 備考                               | 副大統領                                  | 副大統領                                                             |
| 27 | アルトゥール・ ダ・コスタ・エ・シルヴァ Arthur da Costa e Silva                      |                                     | 国家革新連盟 （ARENA）         | 1                              | 1967年3月15日 - 1969年10月14日  | 2年 + 213日       | 任期満了前に解任                   |                                           | ペドロ・アレイショ Pedro Aleixo                                      |
| 0— | ペドロ・アレイショ Pedro Aleixo                                                      |                                     | 国家革新連盟 （ARENA）         | 1                              | —                               | —                 | 副大統領解任                       |                                           | （ペドロ・アレイショ） Pedro Aleixo                                  |
| 0— | 軍事政権                                                                             |                                     |                                | 1                              | 1969年8月31日 - 1969年10月30日  | 60日              |                                    |                                           | （不在）                                                             |
| 28 | エミリオ・ガラスタズ・メディシ Emilio Garrastazu Médici                              |                                     | 国家革新連盟 （ARENA）         | 2                              | 1969年10月30日 - 1974年3月14日  | 4年 + 135日       |                                    |                                           | アウグスト・ グリューネヴァルト Augusto Hamann Rademaker Grünewald   |
| 29 | エルネスト・ガイゼル Ernesto Geisel                                                  |                                     | 国家革新連盟 （ARENA）         | 3                              | 1974年3月15日 - 1979年3月14日   | 4年 + 364日       |                                    |                                           | アダルベルト・ペレイラ ・ドス・サントス Adalberto Pereira dos Santos |
| 30 | ジョアン・フィゲイレド João Baptista de Oliveira Figueiredo                          |                                     | 民主社会党 （PDS）             | 4                              | 1979年3月15日 - 1985年3月14日   | 5年 + 364日       |                                    |                                           | アウレリアーノ・チャベス Aureliano Chaves                            |
| 0- | タンクレード・ネーヴェス Tancredo Neves                                              |                                     | ブラジル 民主運動党 （PMDB）   | 5                              | 1985年3月15日 - 1985年4月21日   | 37日              | 執務不能                           |                                           | ジョゼ・サルネイ José Sarney                                         |
| 0— | ジョゼ・サルネイ José Sarney                                                         |                                     | ブラジル 民主運動党 （PMDB）   | 5                              | 1985年3月15日 - 1985年4月21日   | 37日              | 大統領代行 （副大統領）            |                                           | （ジョゼ・サルネイ） José Sarney                                     |
| 31 | ジョゼ・サルネイ José Sarney                                                         | 1985年4月21日 - 1990年3月15日       | ブラジル 民主運動党 （PMDB）   | 5                              | 4年 + 328日                     | 昇格 （副大統領） |                                    | （不在）                                  |                                                                      |
| 32 | フェルナンド・コロール・ デ・メロ Fernando Collor de Mello                           |                                     | 国家再建党 （PRN）             | 6                              | 1990年3月15日 - 1992年10月2日   | 2年 + 201日       |                                    |                                           | イタマル・フランコ Itamar Franco                                     |
| 32 | フェルナンド・コロール・ デ・メロ Fernando Collor de Mello                           | 職務停止                            | 国家再建党 （PRN）             | 6                              | 1990年3月15日 - 1992年10月2日   | 2年 + 201日       |                                    | イタマル・フランコ Itamar Franco          |                                                                      |
| 0— | イタマル・フランコ Itamar Franco                                                     |                                     | ブラジル 民主運動党 （PMDB）   | 6                              | 1992年10月2日 - 1992年12月29日  | 88日              | 大統領代行 （副大統領）            |                                           | （イタマル・フランコ） Itamar Franco                                 |
| 33 | イタマル・フランコ Itamar Franco                                                     | 1992年12月29日 - 1994年12月31日     | ブラジル 民主運動党 （PMDB）   | 6                              | 2年 + 2日                       |                   |                                    | （不在）                                  |                                                                      |
| 34 | フェルナンド・エンリケ・ カルドーゾ Fernando Henrique Cardoso                        |                                     | ブラジル 社会民主党 （PSDB）   | 7                              | 1995年1月1日 - 1999年12月31日   | 7年 + 364日       |                                    |                                           | マルコ・マシエル Marco Maciel                                        |
| 34 | フェルナンド・エンリケ・ カルドーゾ Fernando Henrique Cardoso                        | 8                                   | ブラジル 社会民主党 （PSDB）   | 2000年1月1日 - 2002年12月31日  |                                 | 7年 + 364日       |                                    |                                           | マルコ・マシエル Marco Maciel                                        |
| 35 | ルイス・イナシオ・ルーラ・ ダ・シルヴァ Luíz Inácio Lula Da Silva                    |                                     | 労働者党 （PT）                | 9                              | 2003年1月1日 - 2007年12月31日   | 7年 + 364日       |                                    |                                           | ジョゼ・アレンカール José Alencar                                    |
| 35 | ルイス・イナシオ・ルーラ・ ダ・シルヴァ Luíz Inácio Lula Da Silva                    | 10                                  | 労働者党 （PT）                | 2008年1月1日 - 2010年12月31日  |                                 | 7年 + 364日       |                                    |                                           | ジョゼ・アレンカール José Alencar                                    |
| 36 | ジルマ・ルセフ Dilma Vana Rousseff                                                   |                                     | 労働者党 （PT）                | 11                             | 2011年1月1日 - 2015年12月31日   | 5年 + 132日       |                                    |                                           | ミシェル・テメル Michel Temer                                        |
| 36 | ジルマ・ルセフ Dilma Vana Rousseff                                                   | 12                                  | 労働者党 （PT）                | 2016年1月1日 - 2016年5月12日   | 職務停止 任期満了前に罷免       | 5年 + 132日       |                                    |                                           | ミシェル・テメル Michel Temer                                        |
| 0— | ミシェル・テメル Michel Miguel Elias Temer Lulia                                     | 12                                  |                                | ブラジル 民主運動党 （PMDB）   | 2016年5月12日 - 2016年8月31日   | 111日             | 大統領代行 （副大統領）            |                                           | （ミシェル・テメル） Michel Temer                                    |
| 37 | ミシェル・テメル Michel Miguel Elias Temer Lulia                                     | 12                                  | 2016年8月31日 - 2018年12月31日 | ブラジル 民主運動党 （PMDB）   | 2年 + 122日                     | 昇格 （副大統領） |                                    | （不在）                                  |                                                                      |
| 38 | ジャイール・ボルソナーロ Jair Messias Bolsonaro                                      |                                     | 社会自由党 （PSL）             | 13                             | 2019年1月1日 - 2022年12月31日   | 3年 + 364日       |                                    |                                           | アミルトン・モウラン Antônio Hamilton Martins Mourão                 |
| 39 | ルイス・イナシオ・ルーラ・ ダ・シルヴァ Luíz Inácio Lula Da Silva                    |                                     | 労働者党 （PT）                | 14                             | 2023年1月1日 - （現在）         | 2年 + 231日       |                                    |                                           | ジェラルド・アルキミン Geraldo José Rodrigues Alckmin Filho          |

## ギャラリー

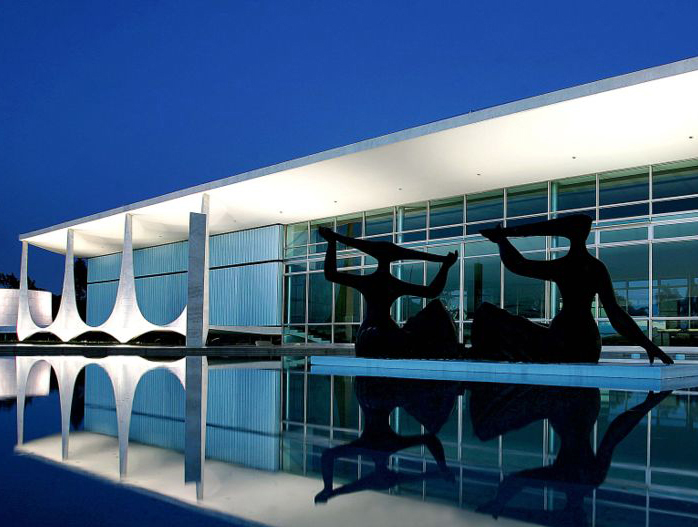
首都ブラジリアの大統領公邸 アルボラーダ宮殿
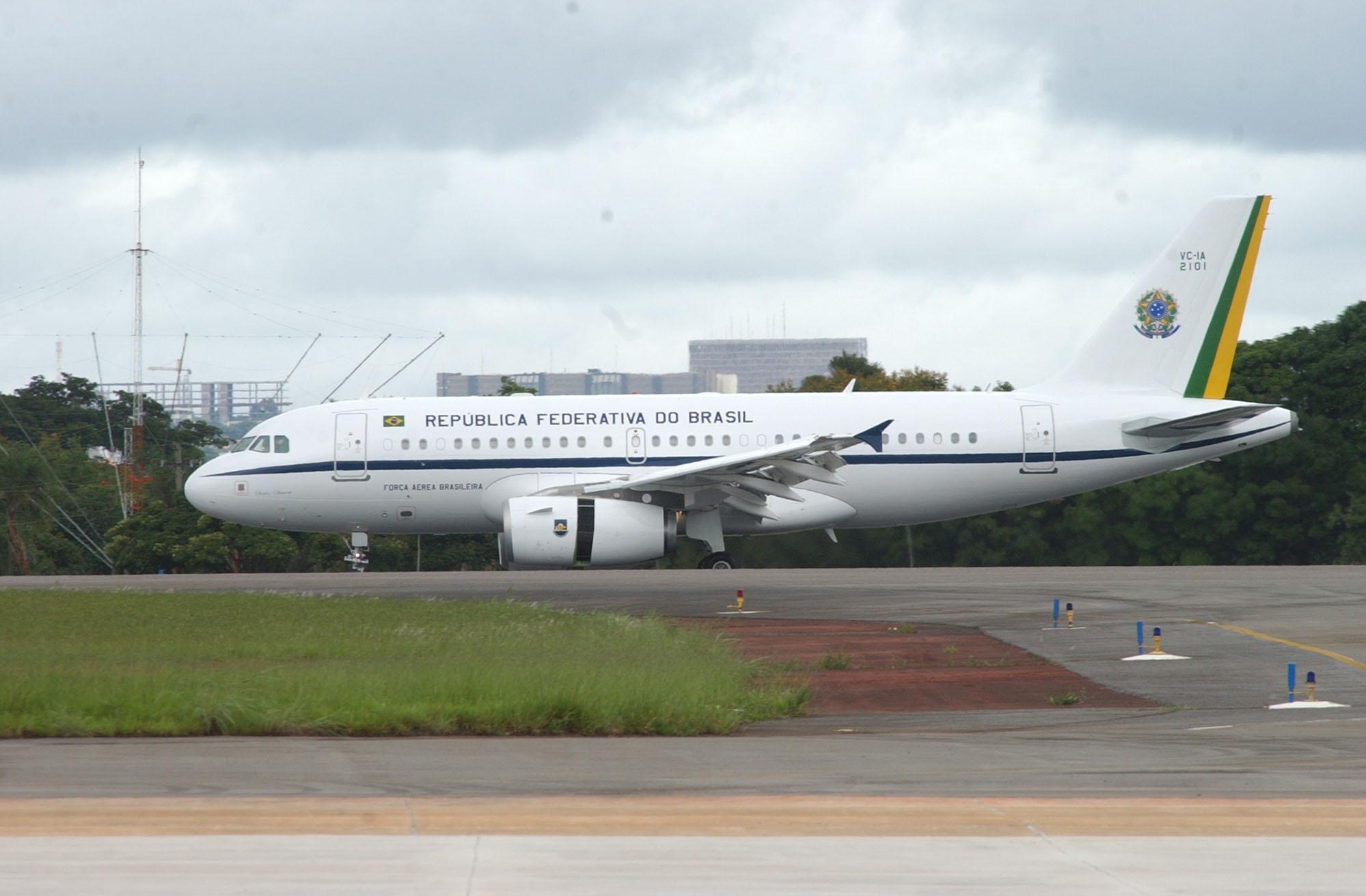
大統領専用機
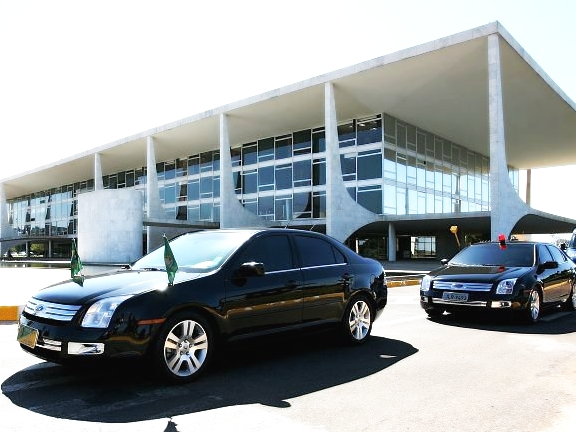
大統領の公用車
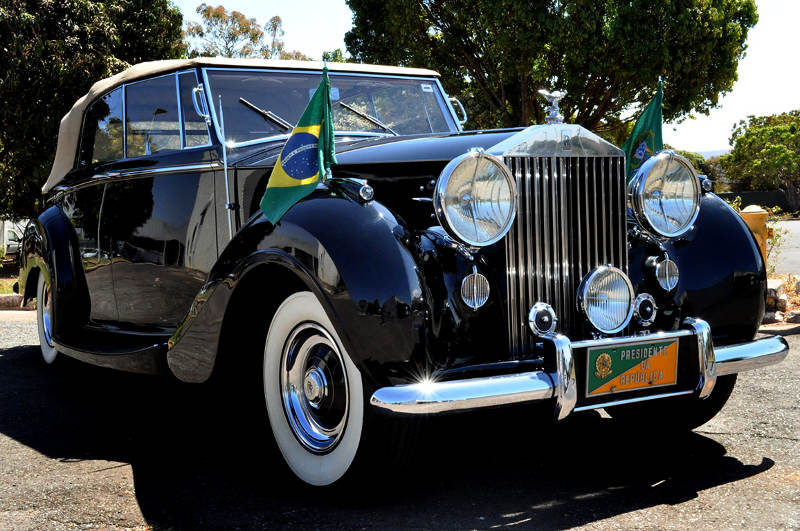
大統領の公用車（儀式用）